# Kedunglengkong (Dlanggu)
Kedunglengkong is een bestuurslaag in het regentschap Mojokerto van de provincie Oost-Java, Indonesië. Kedunglengkong telt 2161 inwoners (volkstelling 2010).